# トリプレット

Triplet lens.

トリプレット（Triplet）は、三ツ組のことだが、この記事では19世紀末のイギリスで発明された3群3枚の写真レンズの構成様式について扱う。単純さに比して特性は良く、その後のレンズにも広く影響を与えた。

## 開発
トリプレットは、イギリスのハロルド・デニス・テイラー、特許(後述)の文面によれば所属は当時 T. クック & サンズ（en:T. Cooke & Sons）が考案・光学設計した。それの T. クック & サンズ からのライセンスにより、ライセンシの Taylor Hobson が開発・製造・販売した「Taylor Hobson の Cooke Triplet」（クック・トリプレット）として有名である。なお、テーラーホブソン の テーラー は、考案者 H. D. テーラー とは無関係の別人である。

## 特徴
トリプレットは、当時既に十分に一般的であった光学ガラスの種類であるクラウンとフリントのみを使った凸凹(絞り)凸の3群3枚というシンプルな構成にもかかわらず、ザイデル収差の全てを調整する自由度がある（アナスチグマート）という特長がある。このため画質性能は基本的には全般に良く、特に中央部は非常にシャープでコントラストの高い像が得られる。しかし、像面湾曲の補正を十分にするのは難しく、特に周辺部で非点収差となる、いわゆる「画角に弱い」という傾向のために、広角にするといわゆるグルグルボケないしその逆の描写が出やすい。
レンズコーティングの開発以前であった当時、レンズ・空気面の反射は深刻な問題であり、また反射を抑えるため貼合せを多用したレンズもあったが、設計の自由度が制限される上に生産性も制限された。
トリプレットがザイデル収差のすべてを補正できるというのは低次収差を前提とした場合の話であり、高次収差まで含めた補正には限界がある。このため、高次収差が顕在化しない程度の小さい口径・狭い画角の組み合わせ、具体的にはF値がF6よりも暗く、画角が10-15度よりも狭い領域がトリプレットで優れた収差補正を得られる限界とされる。これより広い画角を得ることも可能だが、それには大きな口径食の発生を許容する設計にする必要がある。
また、廉価なカメラでは収差の問題や最短撮影距離に限度があるものの、いわゆる前玉回転式（正確に表現するなら前玉前後式）によるフォーカシングが可能な点も利点であった。
その後の重要なアレンジとしては、レンズシャッター機（特に、いわゆるコンパクト機）用として絞りをレンズ全体の後方に移動し、コンパクト化と偏心対策と生産性向上のために全レンズが縁で接触するような構成とした上で、新材料や非球面等の新技術をとり入れた設計の特許(出願)が多数出されている。このような設計はレンズモジュールの生産性の他、前述のように後方に置いた絞りを、絞り兼用シャッターとするカメラシステムの簡素化も図れる利点がある。同様のアレンジはテッサータイプでも行われている。

## 普及と採用例
これらの特徴からトリプレットは高性能レンズ構成として20世紀初頭から普及し、20世紀半ばまで広く利用された。
その後、トリプレットの後群を貼合せとして改良したものと見ることができるテッサーが開発された後も、トリプレットはその構成の単純さからくる生産コストの安さから、スプリングカメラや二眼レフカメラなどの廉価系列のレンズとして広く使用され続けた。また（一般にそれなりの品質が求められる）レンズ交換式カメラでも中望遠域を中心に、標準域でも採用例がある。
20世紀半ば以降にはレンズの設計および生産技術の向上によりテッサーが廉価系列に採用されることも多くなり相対的にトリプレットの採用例は減ったが、トリプレットタイプが採用された例もあり、ニコンミニなどは性能的にも評価された例となっている。
トリプレット以降の写真レンズの構成の中にはトリプレットの各単レンズを同等の屈折力を持つ単レンズ群や接合レンズに置き換えることでトリプレットの派生形が数多く開発された。前述のテッサー型もその一例であり、トリプレットの後方の単レンズを接合レンズに置換したものと解せる構造を持ち、オリジナルのトリプレットよりも口径食を抑えながらも大口径化・広角化を可能としている。
21世紀以降では写真レンズとしてはほぼ姿を消しているものの、2024年に新規開発されたハーフ判フィルムカメラであるペンタックス 17では3群3枚トリプレット構成の25mm F3.5レンズが採用された。
その他にもF4.5ながら現代の光学ガラスによりライカ判21mmの超広角まで実現した宮崎光学 ペラール(Perar) 、オリンパスのボディキャップレンズ BCL-1580などでもトリプレットが採用されている。
写真レンズ以外では、目的とする性能が満たされるならば安価なほうが良い産業用（工業用）レンズなどでは21世紀以降も広く使われている。

## 特許
- 英国
  - 1893年 1,991号 (？)
  - 1893年 22,607号（ https://patents.google.com/patent/GB189322607A ）
  - 1895年 15,107号（ https://patents.google.com/patent/GB189515107A ）

（この時期の英国特許は通し番号が付いておらず、毎年ごとに番号が新しく付けられている）
- 米国
  - 540,122号（ https://patents.google.com/patent/US540122 ）
  - 568,052号（ https://patents.google.com/patent/US568052 ）
- 独国
  - 81,825号
  - 86,757号

（2016年8月現在、Google Patents および Espacenet ではまだ出ないようである。DEPATISnet で確認できる）

## 代表的なレンズ

### レンズ非交換カメラ付属
- カールツァイス ノヴァー (スプリングカメラなど)
- カールツァイス トリオター (二眼レフ用テイクレンズまたはRollei35など)
- ローライ ハイドスマート (二眼レフ用ビューレンズ)

### 交換レンズ
- ライカ エルマー 90mm F4 (Lマウント用)
- 東京光学 トプコール 90mm F3.5 (Lマウント用)
- ニコン ニッコールT 10.5cm F4 (Sマウント用、Fマウント用)
- オリンパス BCL-1580 15mm F8.0 (マイクロフォーサーズマウント用)

（他多数）

## 注
1. ↑  俗な例では麻雀の刻子なども英語ではtripletと呼ばれている。
2. ↑  T.クック の T. は創業者の Thomas が由来で テイラー とは無関係である。
3. ↑  写真レンズの開発は光学設計だけではなく、鏡筒など必要な全ての部分を完成させなければ製品はできない。
4. ↑  同時代のプロターは最新のバリウムガラスを使っていた。
5. ↑  像面湾曲と非点収差は密接に関連している。
6. ↑  レンズとレンズの間の空間の距離は自由に設定できるが、レンズの厚みには現実的に限度がある。
7. ↑  コーティングのように目立つ話題にはなりにくいが、貼合せ面は光学的な水準で一致していなければならず、当時は高性能な接着剤も未開発であり、大量生産の際のコストも上がる。
8. 1 2 3  J. Bentley & C. Olson (2012). Field guide to Lens Design. SPIE. pp. 32. ISBN 9780819491640
9. ↑  レンズ1枚のみの移動でよいことから、回転ヘリコイドによる簡単な機構で済むというのが利点であるため前玉「回転」という表現にも意味はあるが。
10. ↑  審査請求無しのままとされたものもいくつか見られる。
11. ↑  テッサーの構成は、公式には「ウナーの前群とプロターの後群」とされている。
12. ↑  
RICOH IMAGING COMPANY, LTD.. “PENTAX 17 仕様”.   RICOH IMAGING COMPANY, LTD.. 2025年5月4日時点のオリジナルよりアーカイブ。2025年5月4日閲覧。
13. ↑  17mm の Perar はレトロフォーカスである。